# Штайнфурт
Штайнфурт (нім. Steinfurt) — місто в Німеччині, знаходиться в землі Північний Рейн-Вестфалія. Підпорядковується адміністративному округу Мюнстер. Входить до складу району Штайнфурт.
Площа — 111,42 км2. Населення становить 34 431 ос. (станом на 31 грудня 2020).